# Myrcianthes osteomeloides
Myrcianthes osteomeloides là một loài thực vật có hoa trong Họ Đào kim nương. Loài này được (Rusby) McVaugh mô tả khoa học đầu tiên năm 1958.